# 尚东
尚东（法語：Chandon，法語發音：[ʃɑ̃dɔ̃]）是法国卢瓦尔省的一个市镇，位于该省东北部，属于罗阿讷区。

## 地理
尚东（46°8'59"N, 4°12'50"E）面积12.38 平方千米，位于法国奥弗涅-罗讷-阿尔卑斯大区卢瓦尔省，该省份为法国中南部省份，北起顺时针与索恩-卢瓦尔省、罗讷省、伊泽尔省、阿尔代什省、上盧瓦爾省、多姆山省和阿列省接壤。
与尚东接壤的市镇（或旧市镇、城区）包括：圣但尼德卡巴讷、维莱尔、沙尔略、马尔、普伊苏沙尔略、圣伊莱尔苏沙尔略。

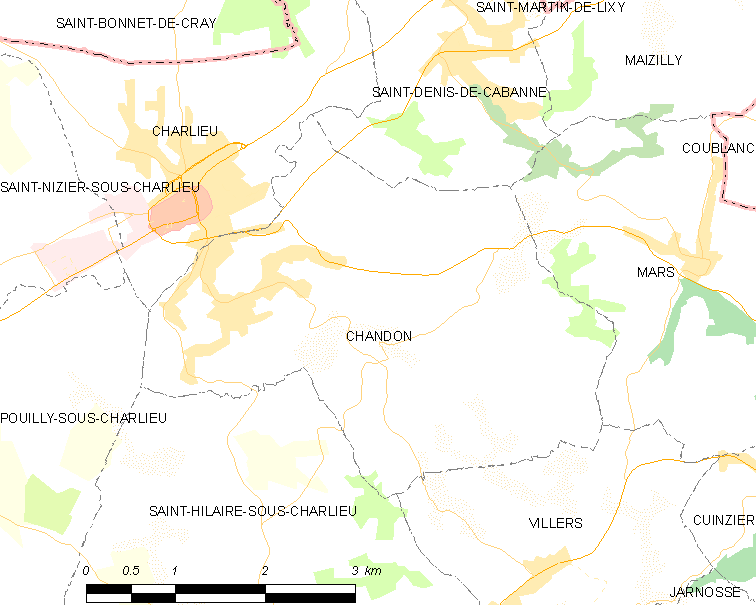
尚东的OSM定位图

尚东的时区为UTC+01:00、UTC+02:00（夏令时）。

## 行政
尚东的邮政编码为42190，INSEE市镇编码为42048。

## 政治
尚东所属的省级选区为沙尔略县。

## 人口

1962-2008年间尚东人口变化图示

尚东于2022年1月1日时的人口数量为1440人。